# Florian Kluger
Florian Kluger (* 1980 in Aschaffenburg) ist ein römisch-katholischer Theologe und Manager.

## Leben
Florian Kluger studierte nach seinem Zivildienst in der Altenpflege die Fächer Theologie, Pädagogik, Soziologie und Religionspädagogik sowie Kirchliche Bildungsarbeit an der KU Eichstätt und JMU Würzburg. Das Promotionsstudium an der LMU München und JMU Würzburg schloss er mit 2012 mit der Dissertation zu Segensfeiern ab. Nach der Habilitation 2018 in Eichstätt im Themenbereich Liturgie und Bildung war er Gutachter für den Fernstudiengang Liturgie im Fernkurs am Deutschen Liturgischen Institut. Von 2005 bis 2012 war er wissenschaftlicher Mitarbeiter am Lehrstuhl für Dogmatik (2005–2006) und am Lehrstuhl für Liturgiewissenschaft (2005–2012) an der JMU Würzburg. Er hatte Lehraufträge an verschiedenen Universitäten, unter anderem an der Universität Siegen. Von 2012 bis 2016 war er Akademischer Rat an der Professur für Liturgiewissenschaft der Theologischen Fakultät. Ab dem Wintersemester 2016/2017 vertrat er die Professur für Liturgik an der Fakultät für Religionspädagogik und Kirchliche Bildungsarbeit an der Katholischen Universität Eichstätt-Ingolstadt. Ab Oktober 2017 war er auch Prodekan der Fakultät. Im März 2021 folgte die Ernennung zum Honorarprofessor an der Katholischen Universität Eichstätt-Ingolstadt für Angewandte Theologie.
Im Oktober 2020 wechselte er als neuer Direktor und Geschäftsführer an das Institut für Soziale Berufe Ravensburg, Wangen/Isny, Bad Wurzach und Ulm. Er ist Vorsitzender des Fachschulbeirates im Bischöflichen Stiftungsschulamt der Diözese Rottenburg Stuttgart (BSSA). In dieser Funktion ist er auch Mitglied im Stiftungsrat der Stiftung Katholische Freie Schulen (BSSA). Er ist Mitglied im Netzwerk Berufsbildung des Caritasverbandes. 
Am 4. Juni 2022 empfing Florian Kluger durch Bischof Gebhard Fürst die Diakonweihe und ist als ehrenamtlicher Diakon in Liebfrauen und St. Jodok der Seelsorgeeinheit Ravensburg Mitte tätig. Kluger absolvierte verschiedene Ausbildungen dazu im Bereich Gemeindepastoral, Kategoriale Seelsorge, Gesprächsführung, Notfallseelsorge und legte 2021 die Zweite Dienstprüfung in der Diözese Rottenburg-Stuttgart ab. 
Zu Anfang 2023 wird Florian Kluger die Verwaltungsdirektion des Klosters Hegne der Barmherzigen Schwestern vom heiligen Kreuz in Hegne, einem Ortsteil der Gemeinde Allensbach am Bodensee im Landkreis Konstanz, übernehmen. Er folgt auf den altersbedingt ausscheidenden Thomas Scherrieb.

## Schriften (Auswahl)
- Konfliktfähigkeit und Kommunikation. Vom Umgang mit Konflikten als Herausforderung christlichen Handelns. Saarbrücken 2011, ISBN 978-3-639-28927-5.
- Benediktionen. Studien zu kirchlichen Segensfeiern (Studien zur Pastoralliturgie. Band 31). Regensburg 2011, ISBN 978-3-7917-2384-6 [Dissertation].
- Das große Liturgie-Buch Segensfeiern. Feierformen, Texte, Bilder und Lieder. Regensburg 2012, ISBN 978-3-7917-2459-1.
- Flucht (Forum K’Universale Eichstätt. Beiträge zur gesellschaftlichen Debatte. Band 5). St. Ottilien 2017, ISBN 978-3-8306-7849-6.
- Liturgische Bildung zwischen Belehrung, Erbauung und Erschließung. Eine liturgiehistorische Studie zu Taufe, Firmung und Eucharistie im Spiegel neuzeitlicher Liturgieerklärungen – dargestellt am Beispiel von P. Nikolaus Cusanus SJ (1574–1636), Bischof Joseph A. Gall (1748–1807) und Pastor Konrad Jakobs (1874–1931). Eichstätt 2018, Habilitationsschrift.